# 佛系

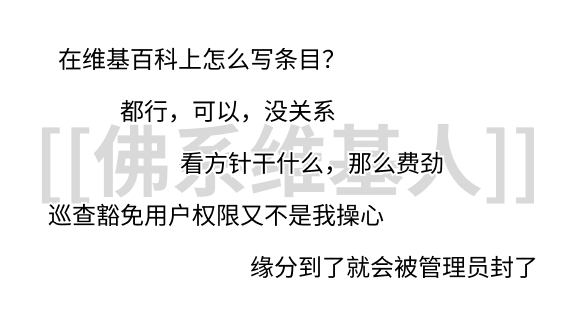
在维基百科写条目的“佛系维基人”

佛系是中文網路新生的流行語，約在2018年左右開始比較頻繁的在中文網路跟媒體出現，在中文的語境裡大致意思是指怎麼都行、看淡一切、無欲無求的一種生活態度。該詞據考證來源於2014年日本的《non-no》，提出所謂的「佛男子」的概念，是指专注于自己的兴趣或工作，不愿花时间与异性交往的男子。

## 简介
2014年3月，日本著名女性杂志《non-no》提出了“佛系男”概念，并定义了六个特征：
認為「興趣最重要」：
1. 依照自己的步調行動；
2. 嫌戀愛麻煩；
3. 不想特別顧慮到別人；
4. 完全不需要有女朋友；
5. 喜歡獨處；
6. 和女生相處會覺得很累

佛系男进一步划分为：
- 追星族佛系男
- 社畜系佛系男
- 病娇类佛系男（サブカルこじらせ佛系男子）